# Маріан Санду
Маріан Санду (рум. Marian Sandu; нар. 5 травня 1972, Плоєшті, жудець Прахова) — румунський борець греко-римського стилю, срібний призер чемпіонату світу, дворазовий чемпіон, триразовий срібний та чотириразовий бронзовий призер чемпіонатів Європи, учасник чотирьох Олімпійських ігор.

## Життєпис
Боротьбою почав займатися з 1986 року. Чемпіон світу 1990 року серед юніорів, віце-чемпіон Європи 1992 року серед молоді. Виступав за борцівський клуб «Динамо» Бухарест.

## Спортивні результати на міжнародних змаганнях

### Виступи на Олімпіадах
| Змагання                    | Збірна  | Вагова категорія                 | Місце |
| --------------------------- | ------- | -------------------------------- | ----- |
| Літні Олімпійські ігри 1992 | Румунія | греко-римська боротьба, до 57 кг | 6     |
| Літні Олімпійські ігри 1996 | Румунія | греко-римська боротьба, до 57 кг | 15    |
| Літні Олімпійські ігри 2000 | Румунія | греко-римська боротьба, до 54 кг | 13    |
| Літні Олімпійські ігри 2004 | Румунія | греко-римська боротьба, до 55 кг | 11    |

### Виступи на Чемпіонатах світу
| Змагання                        | Збірна  | Вагова категорія                 | Місце  |
| ------------------------------- | ------- | -------------------------------- | ------ |
| Чемпіонат світу з боротьби 1990 | Румунія | греко-римська боротьба, до 52 кг | 4      |
| Чемпіонат світу з боротьби 1991 | Румунія | греко-римська боротьба, до 57 кг | 8      |
| Чемпіонат світу з боротьби 1994 | Румунія | греко-римська боротьба, до 57 кг | 10     |
| Чемпіонат світу з боротьби 1995 | Румунія | греко-римська боротьба, до 57 кг | 8      |
| Чемпіонат світу з боротьби 1997 | Румунія | греко-римська боротьба, до 54 кг | 4      |
| Чемпіонат світу з боротьби 1998 | Румунія | греко-римська боротьба, до 54 кг | Срібло |
| Чемпіонат світу з боротьби 1999 | Румунія | греко-римська боротьба, до 54 кг | 19     |
| Чемпіонат світу з боротьби 2001 | Румунія | греко-римська боротьба, до 58 кг | 9      |
| Чемпіонат світу з боротьби 2002 | Румунія | греко-римська боротьба, до 55 кг | 5      |
| Чемпіонат світу з боротьби 2003 | Румунія | греко-римська боротьба, до 55 кг | 5      |

### Виступи на Чемпіонатах Європи
| Змагання                         | Збірна  | Вагова категорія                 | Місце  |
| -------------------------------- | ------- | -------------------------------- | ------ |
| Чемпіонат Європи з боротьби 1991 | Румунія | греко-римська боротьба, до 57 кг | Срібло |
| Чемпіонат Європи з боротьби 1992 | Румунія | греко-римська боротьба, до 57 кг | Срібло |
| Чемпіонат Європи з боротьби 1993 | Румунія | греко-римська боротьба, до 57 кг | Бронза |
| Чемпіонат Європи з боротьби 1994 | Румунія | греко-римська боротьба, до 57 кг | Бронза |
| Чемпіонат Європи з боротьби 1995 | Румунія | греко-римська боротьба, до 57 кг | 5      |
| Чемпіонат Європи з боротьби 1996 | Румунія | греко-римська боротьба, до 57 кг | Срібло |
| Чемпіонат Європи з боротьби 1997 | Румунія | греко-римська боротьба, до 58 кг | 4      |
| Чемпіонат Європи з боротьби 1998 | Румунія | греко-римська боротьба, до 54 кг | Бронза |
| Чемпіонат Європи з боротьби 1999 | Румунія | греко-римська боротьба, до 54 кг | 5      |
| Чемпіонат Європи з боротьби 2000 | Румунія | греко-римська боротьба, до 54 кг | Золото |
| Чемпіонат Європи з боротьби 2001 | Румунія | греко-римська боротьба, до 58 кг | Бронза |
| Чемпіонат Європи з боротьби 2003 | Румунія | греко-римська боротьба, до 55 кг | Золото |

### Виступи на інших змаганнях
| Змагання                           | Збірна  | Вагова категорія                 | Місце  |
| ---------------------------------- | ------- | -------------------------------- | ------ |
| Золотий Гран-прі з боротьби 1992   | Румунія | греко-римська боротьба, до 57 кг | Срібло |
| Гран-прі Німеччини з боротьби 1992 | Румунія | греко-римська боротьба, до 57 кг | Срібло |
| Гран-прі Німеччини з боротьби 1993 | Румунія | греко-римська боротьба, до 57 кг | 4      |
| Кубок Вантаа з боротьби 1997       | Румунія | греко-римська боротьба, до 58 кг | Бронза |
| Кубок Вантаа з боротьби 1999       | Румунія | греко-римська боротьба, до 58 кг | Золото |

### Виступи на змаганнях молодших вікових груп
| Змагання                                           | Збірна  | Вагова категорія                 | Місце  |
| -------------------------------------------------- | ------- | -------------------------------- | ------ |
| Чемпіонат світу з боротьби серед юніорів 1990      | Румунія | греко-римська боротьба, до 54 кг | Золото |
| Балканський чемпіонат з боротьби серед молоді 1990 | Румунія | греко-римська боротьба, до 57 кг | Золото |
| Чемпіонат світу з боротьби серед молоді 1991       | Румунія | греко-римська боротьба, до 57 кг | 5      |
| Чемпіонат Європи з боротьби серед молоді 1992      | Румунія | греко-римська боротьба, до 57 кг | Срібло |